# Orde van het Heilig Koninklijk Gewelf in de Nederlanden
De Orde van het Heilig Koninklijk Gewelf in de Nederlanden is een Nederlandse obediëntie, oftewel een koepel van vrijmetselaarsloges, die is opgericht in in 1950 en werkt volgens de ritus van de Royal Arch. De loges worden binnen de Orde aangeduid als kapittels. Lidmaatschap van een kapittel van het Heilig Koninklijk Gewelf is een van de mogelijke vervolgpaden voor vrijmetselaren in Nederland vanuit de symbolieke – of 'blauwe' - loges van de Orde van Vrijmetselaren onder het Grootoosten der Nederlanden, waar de basisgraden van leerling, gezel en meester worden verleend.
De ritus van de Royal Arch zoals die in Nederland wordt beoefend bestaat anno 2024 uit twee graden. Dit zijn respectievelijk
- Ridder van het Heilig Koninklijk Gewelf
- Verheven Meester, of in het Engels 'Excellent Master'

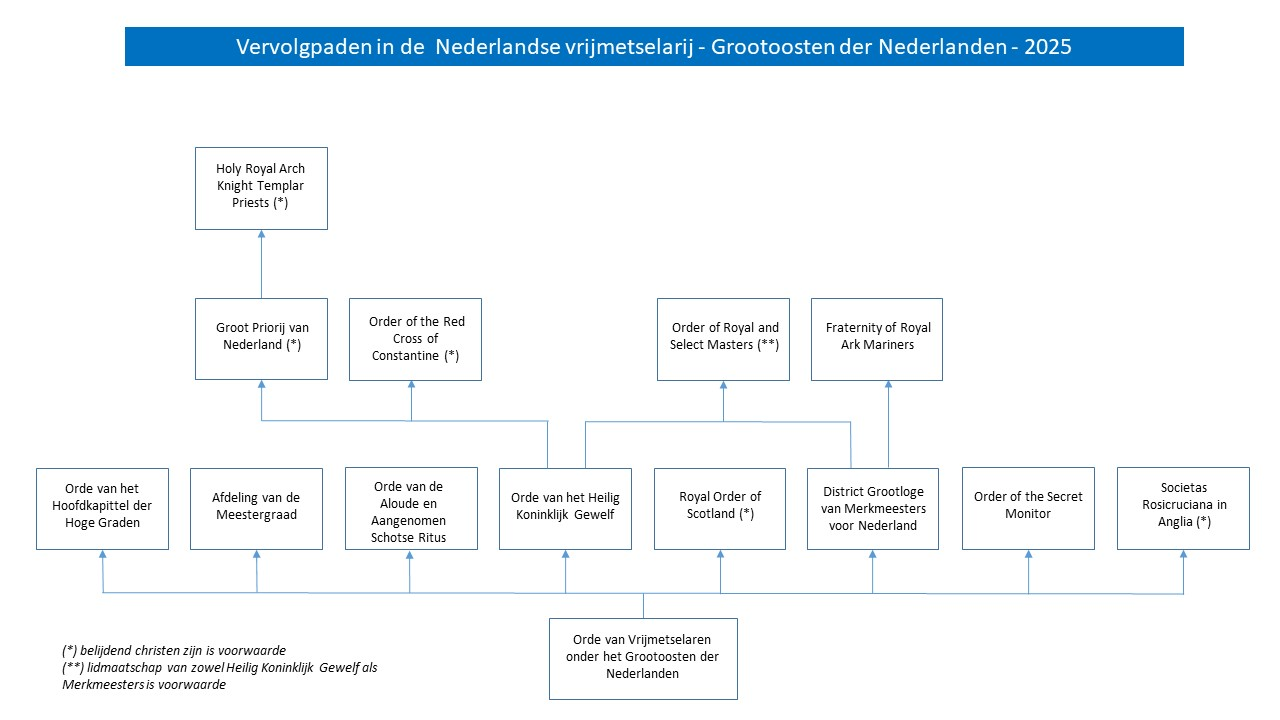
Vervolgpaden Grootoosten der Nederlanden

De ritus is afkomstig uit Engeland waar de Royal Arch het belangrijkste vervolgpad vormt voor vrijmetselaren in de symbolieke graden. Royal Arch vrijmetselarij wordt wereldwijd in vele obediënties beoefend, onder meer in Europa, Noord-Amerika en Australië.
De inhoud van de ritus verwijst naar het Bijbelse verhaal dat de terugkeer uit Babylon van de Judese stammen beschrijft en de herbouw van de Tempel van Jeruzalem. Daarnaast is de ritus gebaseerd op een christelijke legende die de ontdekking aldaar beschrijft van een kluis met een altaar waarop een heilig woord was geschreven. Leden van een kapittel zijn automatisch ook lid van de Orde. Om lid te kunnen worden van een kapittel moet men minstens tien keer achtentwintig dagen meester vrijmetselaar in een symbolieke loge zijn. Inwijding in de Orde van het Heilig Koninklijk Gewelf is op zijn beurt een voorwaarde voor de toegang tot sommige verdere vervolgpaden, zoals bijvoorbeeld de Knights Templar of de Red Cross of Constantine.

## Structuur
De kapittels zijn verenigd onder het Grootkapittel, van waaruit de Orde van het Heilig Koninklijk Gewelf bestuurd wordt door het Ordebestuur. Bijzonder aan de Orde van het Heilig Koninklijk Gewelf is dat binnen het Ordebestuur het hoogste gezag verdeeld is over drie personen (Groot Eerste, Tweede en Derde Princeps) die een gelijkwaardige functie hebben.  Analoog aan de structuur van de kapittels wordt het Ordebestuur voorgezeten door de Groot Eerste Princeps, welke wordt bijgestaan door de Groot Tweede Princeps en de Groot Derde Princeps, de Groot Schrijver Ezra (grootsecretaris), de Groot Thesaurier (penningmeester) en nog een aantal andere functionarissen. De Groot Eerste Princeps vervult binnen de Orde van het Heilig Koninklijk Gewelf de rol van grootmeester en is de woordvoerder en 'het gezicht' van de Orde.
Tot 2000 was er - analoog aan de situatie in Engeland - een personele unie met de Orde van Vrijmetselaren onder het Grootoosten der Nederlanden, in de zin dat de grootmeester van de symbolische graden ook altijd Groot Eerste Princeps van het Heilig Koninklijk Gewelf was. Tot 2000 bestond dan ook de functie van Pro Groot Eerste Princeps, welke in voorkomende gevallen de plaatsvervanger van de Groot Eerste Princeps was. Vanaf 2000 is deze personele unie opgeheven en kiest de Orde van het Heilig Koninklijk Gewelf zelf een Groot Eerste Princeps.
Elk kapittel kent een eigen bestuur. Ook hier ligt de leiding van het bestuur in handen van drie functionarissen, de eerste, tweede en derde princeps. De drie principes (meervoud van princeps) zijn daarbij gelijkwaardig, hoewel de eerste princeps meestal wel namens alle drie spreekt. Daarnaast bestaat het bestuur uit onder meer een schrijver-Ezra (secretaris), thesaurier (penningmeester) en een aantal meer ceremoniële functionarissen, ook wel officieren genaamd. Binnen de ritus van de Royal Arch is er naast het inwijdingsritueel en het ritueel voor Verheven Meester ook een ritueel voor de installatie van de principes.

## Kapittels

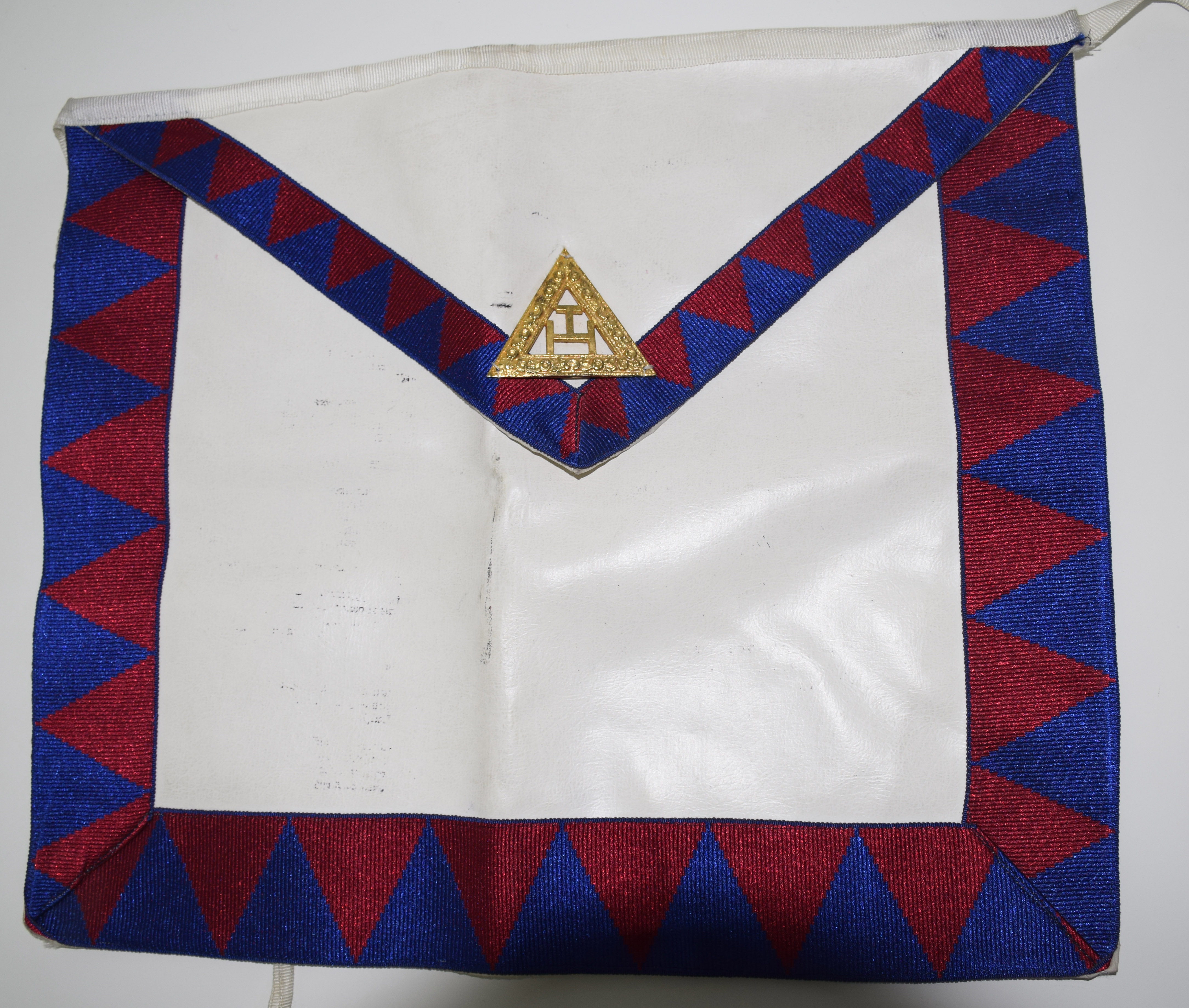
Voorschoot Heilig Koninklijk Gewelf

### Actieve kapittels
Anno 2024 zijn er tweeentwintig kapittels actief binnen de Orde, waarvan eenentwintig in Nederland en een in Suriname. 
| Nr        | Naam                    | Datum van consecratie | Zetel      |
| --------- | ----------------------- | --------------------- | ---------- |
| Nederland |                         |                       |            |
| 1         | Nos Vinxit Libertas (*) | 03-02-1949            | Amsterdam  |
| 2         | De Sluitsteen           | 21-10-1950            | Amsterdam  |
| 3         | Triple Tau              | 21-10-1950            | Amstelveen |
| 4         | Zwaard en Troffel       | 01-03-1952            | Groningen  |
| 6         | De Binding              | 28-03-1953            | Rotterdam  |
| 8         | De Gouden Cirkel        | 21-10-1953            | Den Haag   |
| 9         | Zebulon                 | 01-09-1955            | Haarlem    |
| 13        | De Leeuw van Judah      | 13-02-1960            | Hengelo    |
| 14        | De Gouden Schakel       | 04-02-1961            | Velp       |
| 16        | De Regenboog            | 08-05-1965            | Zaandam    |
| 17        | Lux et Pax              | 14-01-1967            | Eindhoven  |
| 19        | Eurèkamen               | 20-04-1968            | Utrecht    |
| 22        | Relation                | 07-03-1970            | Terneuzen  |
| 23        | De Twaalf Stammen       | 04-03-1972            | Zwolle     |
| 26        | Getrouwheid             | 21-02-1976            | Emmen      |
| 27        | De Zes Lichten          | 03-12-1977            | Sneek      |
| 28        | Concord (**)            | 12-05-1979            | Rotterdam  |
| 32        | Har Hamoriah            | 19-01-1985            | Gouda      |
| 33        | Mergelland              | 02-01-1985            | Roermond   |
| 34        | Haganum                 | 11-01-1986            | Leiden     |
| 35        | Het Zegel van Salomo    | 02-05-1987            | Alkmaar    |
| Suriname  |                         |                       |            |
| 15        | De Gouden Sleutel       | 27-01-1967            | Paramaribo |

(*) sinds 1950 studiekapittel, gericht op het onderhouden en verdiepen van de kennis van de ritus van de Royal Arch
(**) Engelstalig 

### Inactieve kapittels
In de loop van de tijd zijn een aantal kapittels opgeheven dan wel overgegaan naar een andere obediëntie.
| Nr | Naam                 | Datum van consecratie | Zetel          |
| -- | -------------------- | --------------------- | -------------- |
| 5  | Mutual (*)           | 28-.05-1953           | Kaapstad       |
| 7  | Belleville (*)       | 10-12-1953            | Kaapstad       |
| 10 | Invenimus            | 30-06-1956            | Amersfoort     |
| 11 | De Gouden Cirkel     | 21-11-1953            | Den Haag       |
| 12 | De Unie (*)          | 29-10-1958            | Bloemfontein   |
| 18 | La Clé de Voûte (**) | 10-12-1966            | Brussel        |
| 20 | Roi Salomon (**)     | 16-11-1968            | Brussel        |
| 21 | Mont Moriah (**)     | 16-11-1968            | Brussel        |
| 24 | Dr. Caron            |                       | Bussum         |
| 25 | Het Derde Teken      |                       | Amstelveen     |
| 29 | Koning Salomo        | 1981                  | Delft          |
| 30 | Het Verbond          | 29-09-1980            | Bergen op Zoom |
| 31 | Het Sticht           | 1982                  | Amersfoort     |

(*) overgegaan naar Zuid-Afrikaanse obediëntie.
(**) overgegaan naar Belgische obediëntie

## Geschiedenis van het Heilig Koninklijk Gewelf

### Het ontstaan van de Royal Arch in Engeland
De ritus van de Royal Arch is vermoedelijk ontstaan in het begin van de achttiende eeuw in Engeland, waarbij de precieze ontstaansgeschiedenis echter in nevelen is gehuld. In 1717 werd de Premier Grand Lodge of England opgericht in Londen, met als doel alle loges in Engeland onder zich te verenigen. De Premier Grand Lodge richtte zich echter uitsluitend op de drie symbolieke (basis)graden. Een groot aantal loges beschouwde echter het Royal Arch ritueel als behorend tot 'the True and Antient Masonry' en wilde dit ook blijven beoefenen als onderdeel van hun werkzaamheden. Zij sloten zich daarom niet aan bij de Premier Grand Lodge en bleven in eerste instantie zelfstandig werken. In 1751 verenigden genoemde loges zich in de 'Antient Grand Lodge', zodat er vanaf dat moment twee obediënties in Engeland bestonden. De eerste - uit 1717 - werd de 'Moderns' genoemd en de tweede - uit 1751 - de 'Antients'. De meeste loges van de Antients hadden een Royal Arch kapittel dat dezelfde naam en hetzelfde nummer droeg en waarin zij logeleden inwijdden in de Royal Arch.
Ook veel leden van de Moderns werden echter lid van een Royal Arch kapittel en naarmate hun aantal groeide ontstond de behoefte aan een overkoepelende organisatie hiervoor. In 1766 werd daartoe een 'Grand Chapter' voor de Royal Arch opgericht, wat onafhankelijk opereerde van de Grand Lodge van de Moderns, de Premier Grand Lodge. De Antients lieten zich niet onbetuigd en richtten in 1771 een eigen Grand Chapter op wat vooral een papieren organisatie bleef, immers de Royal Arch kapittels vielen reeds onder de jurisdictie van de Antient Grand Lodge. Zo ontstond er een wat merkwaardige situatie in Engeland met twee Grand Lodges en twee Grand Chapters.

Na langdurige onderhandelingen - veelal in het geheim - werd uiteindelijk in 1813 overeenstemming bereikt en werden beide Grand Lodges samengevoegd tot wat vandaag de dag de United Grand Lodge of England (UGLE) is. In de tekst van het besluit hierover - the 'Act of Union' - staat ten aanzien van de positie van de Royal Arch 
 "that Pure Ancient Masonry consists of three degrees, viz., those of Entered Apprentice, the Fellow Craft and the Master Mason, including the Supreme Order of the Holy Royal Arch"
Met andere woorden: de Royal Arch werd gezien als een toevoeging op de Meestergraad. Als uitvloeisel van dit besluit werden in 1817 ook beide Grand Chapters samengevoegd tot het - nog steeds bestaande - 'Supreme Grand Chapter of Royal Arch Masons of England'. Het Supreme Grand Chapter opereert onder jurisdictie van de United Grand Lodge of England. Het voor de UGLE geldende Royal Arch rituaal kwam in 1835 tot stand, veel hiervan is nog steeds herkenbaar in de huidige ritualen van de Orde van het Heilig Koninklijk Gewelf.
In december 2003 verklaarde de United Grand Lodge of Engeland de status van de Supreme Order of the Royal Arch als “een uitbreiding op, maar geen hoger of ondergeschikt deel van de graden die eraan voorafgaan”. Op 10 november 2004 verwierp daarop het Supreme Grand Chapter of Royal Arch Masons of England het compromisstandpunt van 1813 formeel en verklaarde de Royal Arch tot een aparte graad op zich.

### Jacob van Lennep

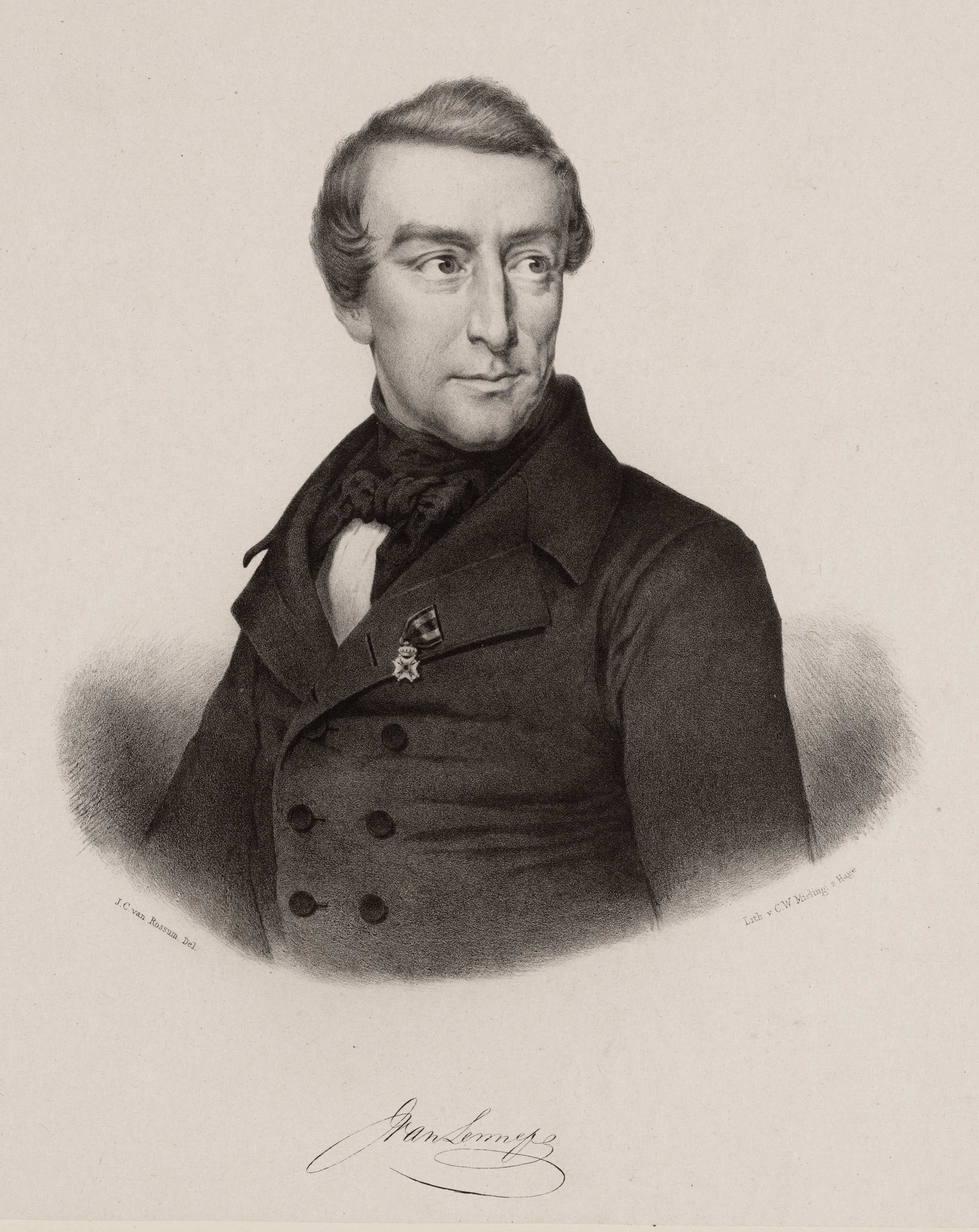
Jacob van Lennep. Krijttekening J.C. van Rossum, 1848. Collectie Vrijmetselarijmuseum

De schrijver, dichter, taalkundige en politicus Jacob van Lennep (1802-1868) was verantwoordelijk voor een eerste poging om de Royal Arch vrijmetselarij in te voeren in Nederland. Hij was een actief vrijmetselaar en onder meer Voorzittend Meester van de Amsterdamse Loge Willem Fredrik en voorzitter van het kapittel van de Orde der Hoge Graden met dezelfde naam. In 1842 werd hij lid van het Opperbestuur van de Orde der Hoge Graden en in 1846 werd hij lid van het Hoofdbestuur van de Orde der Vrijmetselaren. In 1867 werd hij benoemd tot gedeputeerd grootmeester van de Orde der Vrijmetselaren.
In 1838 kwam hij in aanraking met Jacobus Greveling, een kapitein ter koopvaardij, die aangaf dat de wortels van de vrjmetselarij in Schotland moesten worden gezocht en dat daar ook een Schotse orde bestond met een rituaal wat hij in zijn bezit had. Naar aanleiding hiervan richtten van Lennep en enkele van zijn vrienden een kapittel 'Kados Kedes' op, wat zij beschouwden als een aparte obedientie, 'de Masoney van Nederland'. Achtergrond hiervan was ook dat men zich op dat moment aan het herbezinnen was op het rituaal van de Orde der Hoge Graden.
Begin 1843 ondernam van Lennep samen met een bevriende vrijmetselaar een avontuurlijke reis naar Schotland. Aldaar aangekomen ontdekten zij dat de Nederlandse maçonnieke werkwijzen vrijwel onbekend waren en dat men er geheel andere toepaste: de Royal Arch, de Merk vrijmetselarij, de graad van de Knights Templar en de Royal Order of Scotland. Van Lennep en zijn vriend werden in al deze nieuwe werkwijzen ingewijd.
Bij terugkomst in Nederland werd 'Kados Kedes' opgeheven en op 20 maart 1844 werd in Amsterdam het eerste kapittel in Nederland van de Royal Arch opgericht. In dit kapittel - genaamd 'Amsterdam' - werd ook de graad van Merkmeester beoefend. In de jaren daarna werden verschillende vrijmetselaars opgenomen in het kapittel, maar de laatste vermelding van activiteiten was op 4 mei 1850. Niet lang daarna werd het van de rol van Schotse Royal Arch kapittels afgevoerd. Ook de tegelijkertijd opgerichte priorij van de Knights Templar en de Provincial Grand Lodge van de Royal Order of Scotland verdwenen. Vermoedelijk heeft de in 1853 uitgevoerde herziening van het rituaal van de Orde der Hoge Graden hier een rol in gespeeld.

### Invoering in Nederland
In 1942 werd door Nederlandse vrijmetselaars die permanent in Engeland woonden dan wel door de Tweede Wereldoorlog daarheen waren gevlucht, in Londen de 'Anglo-Dutch Lodge' nr. 5862 opgericht. Hieraan werd op 28 mei 1948 een Royal Arch Chapter toegevoegd.
De eerste grootmeester van de symbolieke graden na de bevrijding was mr. dr. L.J.J. Caron, welke veel gedaan heeft om de Vrijmetselarij in Nederland maar ook in de rest van Europa weer op gang te brengen. Op een van zijn reizen door Europa kwam hij in contact met de 'Anglo-Dutch Lodge' waar men hem enthousiast wist te maken voor de Royal Arch vrijmetselarij. Op 6 oktober 1948 werd hij hierin ingewijd tijdens een bijzondere zitting van het Royal Arch Chapter van de 'Anglo-Dutch Lodge'.
Bij terugkomst in Nederland wist mr. dr. Caron een tiental andere vrijmetselaars te enthousiasmeren om eveneens ingewijd te worden, dit vond plaats tijdens een volgende zitting van het Royal Arch Chapter van de 'Anglo-Dutch Lodge' op 8 december. Op 3 februari 1949 werd vervolgens het eerste Nederlandse kapittel 'Nos Vinxit Libertas' in Amsterdam geconsacreerd in aanwezigheid van een groot aantal Engelse Royal Arch leden, waaronder bestuursleden van het Supreme Grand Chapter. De eerder ingewijde Nederlandse vrijmetselaars werden bij deze gelegenheid benoemd tot bestuur en officieren van deze loge.
Op 27 september 1950 werden daarna de kapittels 'De Sluitsteen' en 'Triple Tau' geconstitueerd, alsmede het Grootkapittel van de Orde van Vrijmetselaren van het Heilig Koninklijk Gewelf der Nederlanden. De beide kapittels en het Grootkapittel werden op 21 oktober geconsacreerd. In eerste instantie was het de bedoeling geweest om het Grootkapittel ook onder de jurisdictie te brengen vaazn de symbolieke graden, dat wil zeggen de Orde van Vrijmetselaren onder het Grootoosten der Nederlanden, analoog aan de situatie in Engeland. Dit werd echter afgewezen door het Grootoosten in 1949, waarna het besluit werd genomen een onafhankelijke Orde op te richten, de Orde van het Heilig Koninklijk Gewelf in de Nederlanden.
Een belangrijke ontwikkeling qua ritus vond plaats in 2017 met de toevoeging van de graad van Verheven Meester, of in het Engels: 'Excellent Master'. Deze graad bestond al vroeg in Engeland maar is bij de samenvoeging van de beide Engelse grootloges in 1813 verdwenen. In Schotland en Ierland is hij echter altijd blijven bestaan, en met toestemming van het 'Supreme Grand Royal Arch Chapter of Scotland' en het 'Supreme Grand Royal Arch Chapter of Ireland' is deze graad in 2017 ook in Nederland geïntroduceerd. Zij is slechts toegankelijk voor hen die al zijn ingewijd in de Orde van het Heilig Koninklijk Gewelf.

## Groot Principes
In onderstaande lijst een overzicht van de Groot Eerste Principes van het Heilig Koninklijk Gewelf van 1950 tot de jaren tachtig van de twintigste eeuw.
| Periode     | Naam                 |
| ----------- | -------------------- |
| 1950 - 1958 | Mr. dr. L.J.J. Caron |
| 1958 - 1961 | Ir. C.M.R. Davidson  |
| 1961 - 1962 | vacant               |
| 1962 - 1974 | Prof. dr. J. Kok     |
| 1974 - 1979 | Ir. G. van Wezel     |
| 1979 - 1982 | Dr. Th. Boesman      |

1. ↑  Tevens Souverein Grootcommandeur van de Orde van de Aloude en Aangenomen Schotse Ritus
2. ↑  Tevens grootmeester van de Orde der Hoge Graden

## Trivia
Enkele wetenswaardigheden

Triple Tau, het wereldwijd gebruikte symbool van de Royal Arch

- Wereldwijd wordt Royal Arch vrijmetselarij op verschillende manieren bedreven. Zo wordt in Schotland de voorwaarde gesteld dat een kandidaat eerst in de Merk vrijmetselarij moet zijn ingewijd, en wordt in Ierland - ondanks de verbondenheid met de Engelse vrijmetselarij - een geheel andere inhoud aan het rituaal gegeven. In Noord-Amerika is de Royal Arch vrijmetselarij onderdeel van de York Ritus - een verzameling van verschillende hogere gradenstelsels welke overwegend daar worden toegepast - en bestaat uit vier verschillende graden.
- Onder auspiciën van het Nederlandse Grootkapittel werd op 10 december 1966 het eerste Belgische kapittel 'La Clé de Voûte' geconsacreerd in Brussel. Op 16 november 1968 werden in Brussel nog twee Belgische kapittels geconsacreerd, te weten 'Roi Salomon' en 'Mont Moriah' en werd overgegaan tot de consecratie van het - zelfstandige - Belgische Grootkapittel van de 'Ordre des Franc-Maçons de la Sainte Arche Royale relevant du Grand Chapitre de Belgique'
- Op soortgelijke wijze werd de graad van Royal Arch in Zuid-Afrika ingevoerd vanuit Nederland. Op 28 mei 1953 werd het eerste Zuid-Afrikaanse kapittel 'Mutual' geconsacreerd in Kaapstad onder auspiciën van het Nederlandse Grootkapittel, gevolgd op 10 december door het kapittel 'Belleville'. Op 29 oktober 1958 werd vervolgens het kapittel 'De Unie' opgericht in Bloemfontein en werd een Provinciale Grootloge gevormd. Op 30 augustus 1969 vond de consecratie plaats van het - vanaf dat moment zelfstandige - 'Opperste Grootkapittel van die Heilige Koninklike Gewelf van Suid-Afrika' in Kaapstad.
- De 'Anglo-Dutch Lodge', waaruit de Orde van het Heilig Koninklijk Gewelf is voortgekomen, fuseerde in 1994 met de 'Barnes Lodge' nr. 4968 tot de 'Anglo Dutch and Barnes Lodge' nr. 4968.[2] In juni 2014 heeft deze loge de lichten gedoofd.

## Appendix
Vrijmetselarij · Beginselen · Geschiedenis · Symbolen · Vrijmetselaarsloge · Ordegrondwet · Obediëntie · Regulariteit en irregulariteit · Ritus · Graden · Grootmeester · Gemengde vrijmetselarij · Para-vrijmetselarij · Antivrijmetselarij · Vrijmetselarij in Nederland · Vrijmetselarij in België
>>> Meer info op Portaal:Vrijmetselarij <<<